# Drahitschyn
Drahitschyn (belarussisch Драгічын, russisch Дрогичин Drogitschin, polnisch Drohiczyn) ist eine belarussische Stadt im Südwesten des Landes mit 14.744 Einwohnern (Stand: 1. Januar 2009) in der Breszkaja Woblasz und Zentrum des Rajons Drahitschyn.

## Geschichte
Zum ersten Mal im Jahre 1452 als Dorf Dowetschjorowitschi erwähnt, heißt der Ort seit 1655 Drahitschyn. Seit 1954 wurde Drahitschyn administrativ der Breszkaja Woblasz zugeordnet.

## Wappen
Beschreibung: In Blau ein zum Schildhaupt zielender silberner gespannter Bogen mit gleich gefärbten Pfeil über dem je zwei silberne Eicheln zu den Seiten schweben und zwei silberne Tauben dicht beieinander sitzen, die dem Betrachter nähere ist gegengewendet, aber die Köpfe sind zugewendet.

## Geographie
Durch Drahitschyn fließen Jaselda, Nesluha und Pleșa.

## Söhne und Töchter der Stadt
- Hanna Malyschtschyk (* 1994), Hammerwerferin
- Nastassja Maslawa (* 1997), Hammerwerferin